# Cotoneaster wardii
Cotoneaster wardii är en rosväxtart som beskrevs av William Wright Smith. Cotoneaster wardii ingår i släktet oxbär, och familjen rosväxter. Inga underarter finns listade i Catalogue of Life.

## Bildgalleri

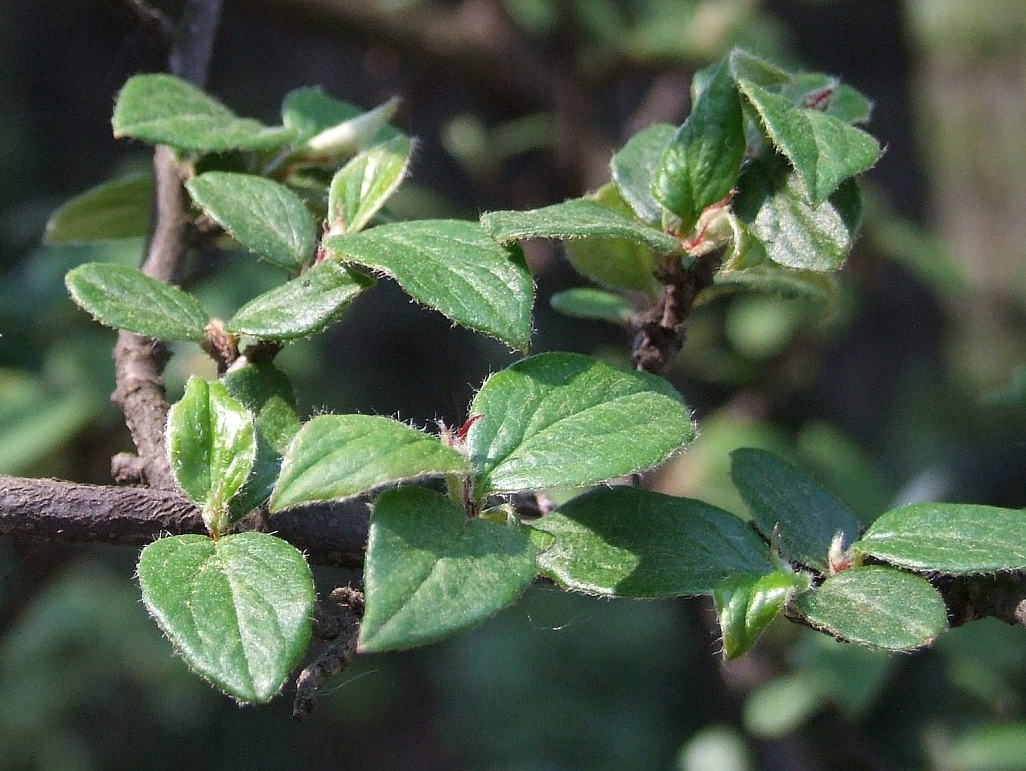